# 小马鞭
《小马鞭》是由中国共产党新疆维吾尔自治区委员会宣传部组织策划，自治区党委宣传部和天山电影制片厂联合摄制的儿童彩色电影。电影《小马鞭》由董新文、高黄刚担任编剧，董新文、夏普卡提·木拉提担任导演，巴合波力·胡阿提别克、菈芯·哈米提、阿勒哈尔·吐尔逊阿力等主演。讲述的是哈萨克族男孩昂萨尔骑马圆梦的故事。《小马鞭》于2023年10月16日上映。
电影《小马鞭》在第36届中国电影金鸡奖中获最佳儿童片与最佳音乐两项提名，在第20届中国电影华表奖中获优秀少儿题材影片奖。

## 剧情简介
一直梦想着拥有自己的马的哈萨克族男孩昂萨尔（巴合波力·胡阿提别克 饰）只有一只马鞭，为骑马甚至逃学偷去马场。一日一位故人到访，父亲（阿力木江·吐鲁逊拜克 饰）为故人修好了马皮滑雪板，而故人将马匹“飞来克”作为礼物，一声不吭的“寄”给了昂萨尔一家。昂萨尔和哥哥（阿勒哈尔·吐尔逊阿力 饰）争着骑马，但昂萨尔却总是失去机会。一日，昂萨尔趁哥哥身体不适的机会，骑上飞来克偷偷溜走。但马术不精的他出了意外，虽昂萨尔并无大碍，但飞来克前蹄却受伤。父亲四处寻医，但大家都劝他放弃。
无奈的父亲一度卖了飞来克，但受伤的飞来克竟追上了回家路上的父亲和哭成泪人的昂萨尔，于心不忍的父亲赎回了飞来克。在邮递员的推荐下，昂萨尔一家结识了曾经治疗军马的罗老师和他的孙女美丽（菈芯·哈米提 饰）。罗老师为飞来克治病，昂萨尔则和日夜思念父亲的美丽成为了好友。暑假，昂萨尔为了陪飞来克，住在了罗老师家。而他也得知了父亲是一位英雄，曾经也有一匹马，但父亲的马在救助被困于克兰河的小朋友时，因多次在冰冷的河水里往返失去了生命。
暑假过去，哥哥前往乌鲁木齐上学，昂萨尔把自己心爱的马鞭送给了哥哥。同时，飞来克也恢复了健康，昂萨尔也到了能够参加“马术进校园”的活动中的年纪。喜爱骑马的昂萨尔的御马技巧突飞猛进，甚至获得了参加赛马比赛的机会，父亲也为昂萨尔制作了新的马鞭。几经周折昂萨尔决定比赛。目的是带着美丽骑着比赛奖品骆驼去找美丽的父亲。比赛之日，昂萨尔在众人的欢呼声中获得了冠军。

## 拍摄制作
2018年和2019年，滑雪和马术运动先后被纳入阿勒泰市中小学体育课程。2019年底，天山电影制片厂为此组建创作团队，由导演夏普卡提·木拉提等人组成的创作团队前往阿勒泰地区采访、调研。2019年11月开始，创作团队完成15个故事线索不同、风格形式迥异的剧本大纲，终在次年1月确定了剧本大纲。终版剧本的人物多有原型，如主角昂萨尔确有其人，小美丽的父亲则是牺牲的派出所副所长。《小马鞭》的儿童角色由伊犁哈萨克自治州、阿勒泰地区当地的学生扮演，其中主演巴合波力·胡阿提别克来自布尔津县，电影拍摄时年仅9岁。《小马鞭》将禾木村作为主要取景地。
《小马鞭》中的几近全部场景为实景拍摄。电影中的动物主角“飞来克”的拍摄任务较多，为保证马匹的休息、进食时间，“飞来克”的镜头由两匹外形类似的马匹分开拍摄而成。“飞来克”受伤的桥段采用木板固定并腿部包扎的方式呈现，拍摄完成后立刻恢复正常状态，以保证马匹不受伤害。主演巴合波力·胡阿提别克因无拍摄电影经验，在片场时常紧张，主创团队会协助、指导巴合波力·胡阿提别克完成拍摄工作。电影最终花费三年完成拍摄。

## 上映票房
2023年10月12日，电影《小马鞭》在乌鲁木齐市新疆人民剧场首映。10月16日，电影在中国大陆公映。电影首日票房4.8万元人民币，首周票房126万元人民币，累计票房超过903万元人民币。

## 展演获奖
2023年4月，电影《小马鞭》主创人员参与了第13届北京国际电影节开幕式。电影节期间，新疆维吾尔自治区党委宣传部、中国电影艺术研究中心（中国电影资料馆）主办“国产电影评论”电影《小马鞭》研讨会。2023年9月，第28届施林格尔国际电影节（德語：Internationales Filmfestival Schlingel）中，《小马鞭》为参展电影之一。2023年11月，第9届雅安大熊猫与自然电影周中，《小马鞭》或“观众最喜爱的自然希望·故事片”称号。
电影《小马鞭》在第36届中国电影金鸡奖中获两项提名，分别是最佳儿童片提名与最佳音乐提名。在第20届中国电影华表奖中，《小马鞭》获优秀少儿题材影片奖。

## 风格特色
电影《小马鞭》采用了动静相结合的影像表达。展示村落风貌、人物内心等多以静态镜头表现，骏马疾驰等场景则以动态镜头表现。导演在电影中为营造清新、质朴的视觉效果，多使用棕色、黄色等大地色彩。因电影拍摄周期较长，四季不同的阿尔泰山的草原、森林等景色得以展现。
电影《小马鞭》音乐采用了大量草原音乐元素，所使用乐器包括冬不拉、斯布孜额、库布孜、图瓦三弦等。同时融入了交响乐、电子音乐等音乐类型。电影声效以原声音效为主，比如赛马比赛时的人物对白。但也采集有从阿勒泰地区的风声、砂石声。也会录制马鞭、马灯、马鞍等生活器物所产生的声音。除骑马、音乐外，电影中还展示有雕花木碗、制作马鞭等手工艺的制作过程；哈萨克毡房、服饰与装饰等哈萨克族民俗风情。同时电影也利用动画凸显民俗文化。